# Classe Battle (cacciatorpediniere)
I grandi cacciatorpediniere classe Battle vennero pensati dalla Royal Navy per avere un'elevata efficacia nella lotta contraerei, cosa che richiedeva cannoni da 114mm doppio ruolo, cannoni da 40mm e impianti di direzione del tiro contraerei, oltre che sofisticate apparecchiature di controllo del tiro e uno scafo grande e stabile.

## Linee generali
Il progetto era nato nel 1941, quando gli inglesi si allarmarono per la mancanza di difesa aerea delle navi cacciatorpediniere, in quanto le artiglierie principali erano limitate a 40 o 55 gradi di elevazione, insufficienti per la difesa aerea, soprattutto contro bombardieri in picchiata.
Dato che non esistevano modi di aumentare la potenza di fuoco contraerea se non rendendo più flessibile la batteria principale, vennero stabiliti come criterio di base dei cannoni con 85 gradi di elevazione, e con il calibro sceso a 114mm, praticamente lo stesso tipo di armamento delle portaerei e di alcuni tipi di incrociatori inglesi. Tutti i cannoni, non senza perplessità, vennero previsti a prua, in 2 torri sovrapposte. Un cannone a poppa venne installato a sua volta, ma era solo da 102mm, idoneo praticamente solo per il tiro illuminante.
Il progetto, per prevedere autonomia e stabilità per il tiro contraereo si evolse in una grande nave, molto più grande e larga dei precedenti, quasi troppo poco armata per il suo dislocamento, ma possedeva anche impianti binati da 40mm a poppa, in tandem, sulle sovrastrutture. 8 siluri vennero previsti per riuscire a mantenere una buona capacità contronave.

## La sottoclasse 1942
Di questa sottoclasse vennero costruite 16 unità; di queste Barfleur, Armada, Trafalgar, Camperdown, Hogue e Lagos, vennero armate con un cannone posteriore da 4 pollici, mentre le successive montarono al suo posto due complessi singoli Bofors da 40/60 mm Mk VII, ognuno con otto canne. Successivamente, questi complessi vennero montati anche sulle prime unità della classe.

## La sottoclasse 1943
Otto unità vennero costruite: Barfleur, Armada, Trafalgar, Hogue, Lagos, Camperdown, Solebay e Finisterre. Centraline di tiro Mk 37 americane vennero installate più tardi nel servizio operativo, che vide i Type 1943 migliorati rispetto al primo modello, il Type 1942. Queste nuove navi avevano anche un cannone da 114 mm anziché quello poppiero da 102 dei modelli iniziali. Alla fine della guerra erano stati realizzati 24 caccia rispetto ai 40 ordinati di queste due flottiglie, tutti per la Royal Navy. Gli altri scafi, eccetto due esemplari a scafo allungato che vennero completati come parte della classe Daring, vennero rottamati.

## La sottoclasse 1944 o Australian Battle
Nessuno scafo della terza flottiglia venne realizzato per la Royal Navy. Due scafi vennero ultimati per la Royal Australian Navy: la HMAS Anzac in Inghilterra e la HMAS Tobruk ai Cockatoo Yard, Sydney. Queste navi si distinguevano dalle altre similari per un diverso terminale del fumaiolo, e furono completate rispettivamente nel 1950 e 1951.